# Hilary Rhoda
Hilary Hollis Rhoda est un mannequin américain né le 6 avril 1987 à Chevy Chase dans le Maryland. Elle est principalement connue pour être le visage des campagnes publicitaires de la marque de cosmétiques Estée Lauder. De 2009 à 2011, elle figure dans les pages du magazine Sports Illustrated Swimsuit Issue.

## Biographie

### Enfance
Hilary Rhoda grandit dans le Maryland, et effectue sa scolarité à l'école St. Jane de Chantal dans la ville de Bethesda. Elle est diplômée de l'Académie de la Sainte Croix, une école catholique réservée aux filles.
Durant sa scolarité, elle a fait partie des équipes de hockey sur gazon, de crosse, de natation, de plongée et de tennis de son école.

### Mannequinat
Hilary Rhoda est découverte en 2002 en participant à un casting à Washington alors qu'elle n'a que 15 ans. Elle signe ensuite avec l'agence Women Management. Elle débute dans le mannequinat en posant pour des marques comme Hollister et Abercrombie & Fitch.
En 2004, elle signe avec l'agence new-yorkaise IMG. La même année, elle obtient son diplôme de fin d'études. Elle s'installe ensuite à New York, afin de poursuivre une carrière de mannequin.
En 2005, elle défile pour les entreprises Balenciaga et Valentino, et pose pour Hermès et Gap.
En mars 2006, elle est choisie par Nicolas Ghesquière pour ouvrir le défilé Balenciaga, et figure dans sa campagne de publicité ; l'influence du créateur dans le milieu de la mode propulsera Hilary Rhoda au sommet. Elle participera alors à 60 défilés en moins d'un mois, dont de La Perla, Derek Lam, Christian Lacroix, Yves Saint Laurent, Dior, Lanvin, et Givenchy.
En 2007, elle pose pour Givenchy et signe un contrat d'exclusivité avec la marque Estée Lauder dont elle devient l'égérie.
La même année, elle est en couverture du Vogue US et pose avec les mannequins Doutzen Kroes, Caroline Trentini, Raquel Zimmermann, Sasha Pivovarova, Agyness Deyn, Coco Rocha, Jessica Stam, Chanel Iman et Lily Donaldson. Elle devient également le 12e mannequin le mieux payé au monde avec un salaire annuel de 2 millions de dollars selon le magazine Forbes.

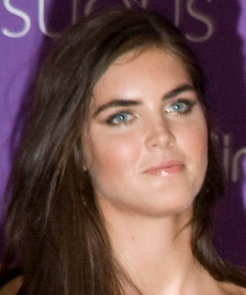
Hilary Rhoda en 2008.

En 2012, elle travaille avec les marques Hugo Boss, Banana Republic et Zac Posen.

En 2013, elle est le 6e mannequin le mieux payé au monde avec un revenu annuel estimé à 4 millions de dollars d'après le magazine économique Forbes.
Elle défile pour Victoria's Secret depuis 2012. Elle est l'égérie de la collection « Imperiale » du joaillier Chopard, campagne réalisée au château de Baronville, près de Paris, en 2015.
Durant sa carrière, Hilary a fait la couverture de nombreux magazines dont Vogue, Madame Figaro, Numéro, Elle, Harper's Bazaar, W, Dazed & Confused et d'autres.

## Vie privée
En octobre 2015, Hilary Rhoda se marie au joueur canadien de hockey sur glace Sean Avery. Ensemble, ils ont un fils, né en juillet 2020, prénommé Nash Ollis.

## Campagnes publicitaires et couvertures

### Ses campagnes publicitaires
Abercrombie & Fitch, Balenciaga, Bally, Banana Republic, Belstaff, Blanco, Blumarine (en), Chanel, Dolce & Gabbana, Dsquared2, Donna Karan, Emanuel Ungaro, Estée Lauder, Etro, GAP, Givenchy, Gucci, H&M, Hermès, Hugo Boss Black, Just Cavalli, Lancôme, Louis Vuitton, Max Mara, Neiman Marcus, Peek & Cloppenburg, Ralph Lauren, Roberto Cavalli, Valentino, Zara et d'autres.

### Ses couvertures de magazines
- Vogue (France, Allemagne, Italie, Espagne, Turquie, États-Unis, Corée, Mexique)
- Elle (France, Canada, Italie, Espagne, Corée)
- L'Officiel (Inde)
- Harper's Bazaar (Russie, Royaume-Uni)
- Numéro (France, Tokyo)
- W (Corée)
- Dazed & Confused (Royaume-Uni)
- i-D (Royaume-Uni)
- Flare (Canada)